# Ludvík Hilgert
Ludvík Hilgert (24. září 1895 Kyjov – 29. srpna 1967 Praha) byl český architekt, představitel tzv. emocionálního funkcionalismu. Byl žákem Jože Plečnika, u kterého absolvoval v roce 1921.

## Realizace
- Obecná a měšťanská škola, Brodek u Konice (1924–1926)
- Nájemní dům, Žerotínova č.p. 1272/XI., Praha – Žižkov (1926–1927)
- Rodinný dům, Pod vilami č.p. 1772, Praha – Nusle (1926–1931)
- Rodinný dům s lékárnou O. Svačiny, Třída Komenského č.p. 758, Kyjov (1927–1928)
- Dvojvila U Tenisu, U Tenisu č.p. 477, 476, Praha - Košíře (1929)
- Vlastní dům, U Dubu č.p. 470, Praha – Braník (1929)
- Státní obytný dům, Králíky (1931)
- Nájemní dům, Kladenská č.p. 278, Praha – Vokovice (1931–1932)
- Rodinný dům, Nad Krocínku č.p. 647, Praha – Vysočany (1933–1934)
- Okresní úřad, Nové Město na Moravě (1934)
- Okresní úřad, Vsetín (1935)
- Rodinný dům továrníka Gustava Jaroška, Dalečín (1936–1939)
- Městská spořitelna (s. A. Tenzer), Dolní náměstí, Vsetín (1936–1938)
- Obchodní dům Rodinger, Vsetín (1938)
- Letní domek, Karolina huť u Vsetína (1940)
- Radnice a léčebné lázně, Hovězí (1941)
- Dům pro chudé, Hovězí (1941)
- Mateřská školka, Vsetín (1947–1950)
- Soubor obytných domů (s. J. Kabeš), Divadelní 16, 18, 20, 22, Český Těšín (1947–1950)
- Areál škol, Velké Karlovice (1951)[2]